# Medalla del Servei Distingit a les Forces Aèries
La Medalla del Servei Distingit a les Forces Aèries (anglès:Air Force Distinguished Service Medal) és una condecoració de les Forces Aèries dels Estats Units, creada per una acta del Congrés dels Estats Units el 6 de juliol de 1960. Va crear-se per reemplaçar la política d'atorgar la Medalla del Servei Distingit a l'Exèrcit al personal de les Forces Aèries.
És atorgada a oficials i tropa de les Forces Aèries dels Estats Units que es distingeixen per l'excepcional servei meritori al govern en un lloc de gran responsabilitat.
És equivalent a la Medalla del Servei Distingit de Defensa, l'Exèrcit, l'Armada i els Guardacostes.
Fins al 1965, el títol oficial de la nova condecoració era "Medalla del Servei Distingit (Forces Aèries)", però després de la Guerra de Corea es reanomenà al seu nom actual.
És normalment atorgada als Generals. El primer receptor va ser el Major General Osmond J. Ritland, el 30 de novembre de 1965.
Va ser dissenyada per Frank Alston, de l'Institut d'Heràldica.

## Disseny
Una sol amb de 13 raigs, amb una pedra blava al centre. Entre els raigs del sol hi ha estrella de 5 puntes.
La pedra blava representa el buit dels cels; les 13 estrelles representen les 13 colònies originals, així com la cadena d'èxits de l'home. El sol representa la glòria que acompanya tot èxit.
Penja d'un galó blanc, rivetejada d'or vell. Al costat hi ha una franja blau ultramarí, i una altra franja d'or vell a les puntes.